# وزارة الشؤون الخارجية والتعاون الإفريقي والمغاربة المقيمين بالخارج (المغرب)
وزارة الشؤون الخارجية والتعاون الإفريقي والمغاربة المقيمين بالخارج هي الوزارة المغربية المكلفة بإعداد وتنفيذ سياسة الحكومة المتعلقة بالعلاقات الخارجية للمملكة المغربية وهي مسؤولة عن توجيه العمل الدبلوماسي المغربي وتنسيق العلاقات الخارجية وتنمية التعاون الدولي، وكذا حماية المصالح المغربية في الخارج، وضمان حقوق الجاليات المغربية في مختلف الدول.

## التاريخ
تأسست وزارة الشؤون الخارجية والتعاون الإفريقي والمغاربة المقيمين بالخارج بموجب الظهير رقم 1-56-097 الصادر في 14 رمضان 1375 الموافق لـ 26 أبريل 1956، أي بعد أربعة أشهر من تشكيل حكومة البكاي بن مبارك، أول رئيس وزراء في تاريخ المغرب. في 5 أبريل 2017، عيّن الملك محمد السادس، السيد ناصر بوريطة على رأس هذه الوزارة.
ووفقًا للمرسوم رقم 2.11.428 الصادر في 7 شوال 1432 الموافق لـ 6 سبتمبر 2011، الذي يحدد اختصاصات وتنظيم الوزارة، تتولى وزارة الشؤون الخارجية تنسيق العمل الدبلوماسي المغربي وتعزيز التعاون الدولي، بما يضمن انسجام هذه الأنشطة مع سياسة المملكة الخارجية.
تتمثل إحدى المهام الأساسية للوزارة في حماية المواطنين والمصالح المغربية بالخارج، وتسهيل سبل تطوير أعمالهم، بالإضافة إلى رعاية اللاجئين وعديمي الجنسية المقيمين على الأراضي المغربية.
منذ تأسيسها، ظل السلك الدبلوماسي والقنصلي المغربي يتمتع بإصرار وتفانٍ في الدفاع عن مصالح المملكة، وحمايتها من أي تهديدات، مع ضمان دعم متواصل لمغاربة العالم. حالياً، تضم الشبكة الدبلوماسية المغربية 104 بعثات دبلوماسية و57 مركزًا قنصليًا في مختلف أنحاء العالم.

## الهيكل التنظيمي
تتألف وزارة الشؤون الخارجية والتعاون الدولي بالإضافة إلى ديوان الوزير من الأكاديمية المغربية للدراسات الدبلوماسية وإدارة مركزية وبعثات دبلوماسية ومراكز قنصلية.
تشتمل الإدارة المركزية على:
- الكتابة العامة
- المفتشية العامة
- المديرية العامة للعلاقات الثنائية والشؤون الجهوية
- المديرية العامة للقضايا المتعددة الأطراف والشاملة
- المديرية العامة للتنمية الاقتصادية والعمل الثقافي والدبلوماسية العامة

مديرية الشؤون القنصلية والإجتماعية:
- قسم التعاون القنصلي والإجتماعي:

1. مصلحة الأجانب واللجوء
2. مصلحة التعاون القضائي
3. مصلحة تتبع تنفيذ الإتفاقيات القنصلية

- قسم المغاربة بالخارج:

1. مصلحة التصديقات
2. مصلحة الحماية والمساعدة
3. مصلحة العمل الإجتماعي

- قسم الحالة المدنية:

1. مصلحة االجنسية والتوثيق
2. مصلحة الحالة المدنية والاجتماعية

- قسم الخدمات القنصلية:

1. مصلحة التأشيرات والتنقل عبر الحدود
2. مصلحة الجوازات وتحديد الهوية وإعادة القبول

- قسم النظم المعلوماتية

مديرية المشرق والخليج والمنظمات العربية والإسلامية:
- قسم المنظمات العربية والإسلامية:

1. مصلحة جامعة الدول العربية
2. مصلحة منظمة المؤتمر الإسلامي

- قسم المشرق:

1. مصلحة سوريا ولبنان وفلسطين و اليمن
2. مصلحة مصر السودان الأردن والعراق

- قسم الخليج العربي:

1. مصلحة العلاقات الثنائية مع دول الخليج العربي
2. مصلحة العلاقات مع مجلس التعاون الخليجي

مديرية الشؤون الإفريقية:
- قسم الشراكات الجهوية

1. مصلحة الشراكات
2. مصلحة المنظمات

- قسم إفريقيا الوسطى والجنوبية:

1. مصلحة إفريقيا الوسطى
2. مصلحة إفريقيا الجنوبية

- قسم إفريقيا الغربية والشرقية:

1. مصلحة إفريقيا الغربية الأطلنتيكية
2. مصلحة إفريقيا الشرقية
3. مصلحة دول الساحل

مديرية الشؤون الأوروبية:
- قسم أوروبا الشمالية والوسطى:

1. مصلحة ألمانيا وأوروبا الوسطى
2. مصلحة المملكة المتحدة و الدول الإسكندنافية و البنلوكس
3. مصلحة روسيا وأوروبا الشرقية ودول البلطيق

- قسم أوروبا المتوسطية:

1. مصلحة أوروبا الجنوبية (البلقان واليونان وتركيا وسلوفينيا)
2. مصلحة اسبانيا والبرتغال
3. مصلحة فرنسا وإيطاليا و الفاتكان وموناكو و أندورا

مديرية الاتحاد الأوروبي والمسلسلات المتوسطية:
- قسم الاتحاد من أجل المتوسط والمسلسلات الأورومتوسطية:

1. مصلحة التعاون القطاعي
2. مصلحة المسلسلات الأورومتوسطية
3. مصلحة المؤسسات والشؤون السياسية

- قسم علاقات المغرب مع الاتحاد الأوروبي:

1. مصلحة البحوث والبنيات التحتية والمبادلات الإنسانية
2. مصلحة السوق الداخلي
3. مصلحة المؤسسات الاتحادية

مديرية الشؤون الأمريكية:
مصلحة المنظمات الجهوية والأمريكية التابعة مباشرة لمدير الشؤون الأمريكية
- قسم أمريكا اللاتينية:

1. مصلحة أمريكا الجنوبية
2. مصلحة أمريكا الوسطى

- قسم أمريكا الشمالية و الكاريبي:

1. مصلحة الكاريبي
2. مصلحة الولايات المتحدة الأمريكية وكندا

 مديرية الشؤون القانونية والمعاهدات:
- قسم المنازعات والمحفوظات الديبلوماسية:

1. مصلحة الدراسات والمنازعات
2. مصلحة المحفوظات القانونية
3. مصلحة ترجمة النصوص والوثائق القانونية

- قسم المعاهدات:

1. مصلحة الاتفاقات الثنائية
2. مصلحة الاتفاقات متعددة الأطراف

- قسم الشؤون القانونية:

1. مصلحة الاجراءات القانونية
2. مصلحة المؤتمرات و اللجان ذات الطابع القانوني

مديرية التشريفات:
مصلحة المراسلات التابعة مباشرة لمدير التشريفات
- قسم الامتيازات والحصانات:

1. مصلحة الامتيازات
2. مصلحة الحصانات
3. مصلحة الوثائق الرسمية

- قسم المراسم والاعتمادات

1. مصلحة الاعتمادات
2. مصلحة المراسم

مديرية الموارد البشرية:
- قسم البرمجة والانظمة:

1. مصلحة الأنظمة و المنازعات
2. مصلحة التدبير التوقعي

- قسم التكوين و الأعمال الاجتماعية:

1. مصلحة التكوين المستمر و التعاون
2. مصلحة العمل الاجتماعي

- قسم الموارد البشرية:

1. مصلحة الأمر بصرف نفقات الموظفين
2. مصلحة تدبير المسار المهني

### مديرية الشؤون المالية و نظم المعلومات و اللوجستيك
- قسم النظم المعلوماتية:

1. مصلحة إدارة الشبكات و الأمن
2. مصلحة التجهيزات المعلوماتية و الصيانة
3. مصلحة الدراسات و التطوير

- قسم تدبير المراسلات و الحقيبة الدبلوماسية و وسائل الإتصال:

1. مصلحة تدبير المراسلات و الحقيبة الدبلوماسية
2. مصلحة وسائل الإتصال

- قسم اللوجستيك.

1. مصلحة الأمن و الإستقبال
2. مصلحة النقل
3. مصلحة الوسائل اللوجستيكية و المشتريات
4. مصلحة تدبير الممتلكات

- قسم الشؤون المالية و مراقبة التدبير.

1. مصلحة التوقعات و تحليل الميزانية
2. مصلحة النفقات الخاصة بالمصالح المركزية و البعثات الدبلوماسية و المراكز القنصلية
3. مصلحة مراقبة التدبير

## قائمة الوزراء
| الوزير | الوزير | الوزير               | الحزب | الحزب                             | تواريخ العهدة  | تواريخ العهدة  |
| ------ | ------ | -------------------- | ----- | --------------------------------- | -------------- | -------------- |
| 1      |        | أحمد بلافريج         |       | حزب الإستقلال                     | 26 أكتوبر 1956 | 3 ديسمبر 1958  |
| 2      |        | عبد الله إبراهيم     |       | حزب الإستقلال                     | 24 ديسمبر 1958 | 21 ماي 1960    |
| 3      |        | إدريس محمدي          |       | حزب الإستقلال                     | 27 ماي 1960    | 2 يونيو 1961   |
| 4      |        | الحسن الثاني بن محمد |       | مستقل                             | 2 يونيو 1961   | 5 يناير 1963   |
| 5      |        | أحمد بلافريج         |       | حزب الإستقلال                     | 5 يناير 1963   | 13 نوفمبر 1963 |
| 6      |        | أحمد رضا كديرة       |       | جبهة الدفاع عن المؤسسات الدستورية | 13 نوفمبر 1963 | 20 غشت 1964    |
| 7      |        | محمد بنهيمة          |       | —                                 | 20 غشت 1964    | 11 نوفمبر 1967 |
| 9      |        | أحمد العراقي         |       | حزب الإستقلال                     | 6 يوليو 1967   | 4 غشت 1971     |
| 10     |        | عبد اللطيف الفيلالي  |       | مستقل                             | 4 غشت 1971     | 20 نوفمبر 1972 |
| 11     |        | محمد بنهيمة          |       | —                                 | 20 نوفمبر 1972 | 25 أبريل 1974  |
| 12     |        | أحمد العراقي         |       | حزب الإستقلال                     | 25 أبريل 1974  | 10 أكتوبر 1977 |
| 13     |        | محمد بوستة           |       | حزب الإستقلال                     | 10 أكتوبر 1977 | 30 نوفمبر 1983 |
| 14     |        | عبد الواحد بلقزيز    |       | مستقل                             | 30 نوفمبر 1983 | 11 ابريل 1985  |
| 15     |        | عبد اللطيف الفيلالي  |       | مستقل                             | 11 نوفمبر 1985 | أبريل 1999     |
| 16     |        | محمد بن عيسى         |       | التجمع الوطني للأحرار             | أبريل 1999     | 19 سبتمبر 2007 |
| 17     |        | الطيب الفاسي الفهري  |       | حزب الإستقلال                     | 19 سبتمبر 2007 | 3 يناير 2012   |
| 18     |        | سعد الدين العثماني   |       | حزب العدالة والتنمية              | 3 يناير 2012   | 9 أكتوبر 2013  |
| 19     |        | صلاح الدين مزوار     |       | التجمع الوطني للأحرار             | 10 أكتوبر 2013 | 5 أبريل 2017   |
| 20     |        | ناصر بوريطة          |       | مستقل                             | 5 أبريل 2017   | الآن           |

## الميزانية[9]
و بلغت ميزانية وزارة الخارجية و التعاون الأفريقي و المغاربة المقيمين في الخارج 4,03 مليار درهم في سنة 2021 و هي التالي:
| البيانات | الإعتمادات لسنة 2021 |
| --- | -------------------- |
| الموظفون و الأعوان | 000 880 416 2        |
| المعدات و النفقات المختلفة | 000 824 278 1        |
| اعتمادات الأداء لسنة 2021 | 000 733 249          |
| اعتمادات الإلتزام 2022 و ما يليها | 000 000 70           |
| مجموع نفقات الإستغلال الخاصة بمرافق الدولة المسيرة بصورة مستقلة التابعة لوزارة الشؤون الخارجية والتعاون الإفريقي والمغاربة المقيمين بالخارج | 000 000 20           |
| المجموع | 000 437 035 4        |

## معرض

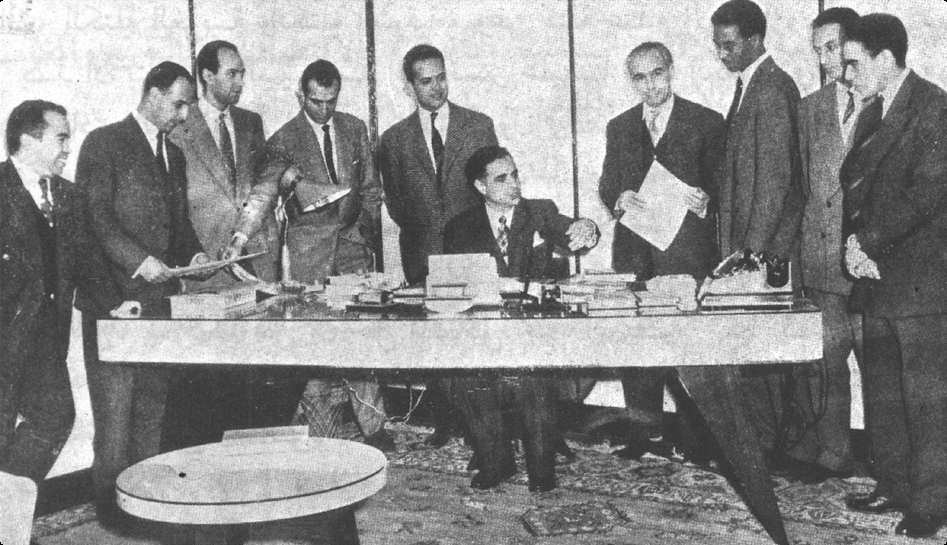
أول ديوان لوزارة الخارجية بعد الإستقلال (1956)

## روابط خارجية
- موقع وزارة الشؤون الخارجية والتعاون الإفريقي والمغاربة المقيمين بالخارج المغربية
- صفحة وزارة الشؤون الخارجية والتعاون الإفريقي والمغاربة المقيمين بالخارج المغربية على موقع التواصل الاجتماعي فيس بوك
- الحساب الرسمي لوزارة الشؤون الخارجية والتعاون الإفريقي والمغاربة المقيمين بالخارج المغربية باللغة العربية على موقع التواصل الاجتماعي تويتر
- قناة وزارة الشؤون الخارجية والتعاون الإفريقي والمغاربة المقيمين بالخارج المغربية على موقع يوتيوب
- مجلس الجالية المغربية بالخارج
- قنصليات وسفارات المغرب
- حكومة المغرب